# Code rural et de la pêche maritime
Pour les articles homonymes, voir Code rural et Pêche.
En droit français, le code rural et de la pêche maritime regroupe et organise, dans un code officiel en vigueur, les textes législatifs et réglementaires relatifs à la campagne, à l'agriculture et à la pêche. 
Initialement nommé code rural, il est envisagé dès l'époque napoléonienne, mais n'est publié, sous sa première forme, que sous la Troisième République. Le code en vigueur, élaboré par étapes à partir de 1980, devient code rural et de la pêche maritime en 2010.

## Histoire

### Du projet de 1808 au code de 1881-1898
Après la promulgation du Code civil, Napoléon Ier entend poursuivre l’œuvre de codification du droit. Dans ce cadre, un code rural était prévu pour des éléments de législation non intégrés dans le code civil. Un projet est d'ailleurs élaboré et publié en 1808, et des commissions se réunissent au siège de chaque cour impériale pour l'examen du projet. Les commissions achèvent leur examen vers 1814 mais la situation intérieure ne permet pas aux gouvernements de l'époque de continuer le processus d'adoption.
Pendant les décennies qui suivent, le projet est évoqué mais reste lettre morte.
La première codification se fait finalement à partir de 1881, et jusqu'en 1898 par des lois successives tendant à constituer le code rural livre par livre et parfois titre par titre.

### Le code de 1955
Un deuxième code rural est établi par le décret no 55-433 du 16 avril 1955 portant codification, sous le nom de Code rural, des textes législatifs concernant l'agriculture. La méthode suivie est alors celle de la codification par décret.

### Le troisième code à partir de 1981
Le troisième code est établi à partir de 1981, dans le but de mieux tenir compte de la séparation entre dispositions législatives et réglementaires, mais aussi en clarifiant le plan. La méthode est toujours, pour les premiers livres promulgués, celle de la codification par décrets successifs. Les livres II, IV et V sont ainsi adoptés. Une loi du 15 avril 1991 donne ensuite force législative à ces trois livres déjà adoptés par décrets. Le nouveau livre Ier est adopté par la loi no 92-1283 du 11 décembre 1992. La même méthode de codification par la loi est reprise avec deux lois du 22 juillet 1993 pour les livres III et VIII, puis par la loi no 98-565 du 8 juillet 1998 pour le livre VI.
Pour accélérer la codification du droit, le gouvernement Lionel Jospin recourt à la méthode de la codification par ordonnance. Le nouveau code rural est ainsi parachevé par l'ordonnance no 2000-550 du 15 juin 2000 qui publie les livres VII et IX du code rural. Quelques dispositions du code de 1955 sont maintenues sous le nom de « code rural ancien », certaines en vue d'une recodification ultérieure. C'est le cas des dispositions concernant le Crédit agricole, codifiées au code monétaire et financier.
Cependant, lors de la promulgation du code de l'environnement quelques mois plus tard, le livre II du code rural, qui comprenait surtout des dispositions relatives à la chasse et à la pêche en eau douce est transféré dans ce nouveau code. L'ancien livre IX du code rural devient alors le livre II.
Le code prend le nom de code rural et de la pêche maritime avec l'ordonnance no 2010-462 du 6 mai 2010 qui rétablit un livre IX consacré à la pêche maritime et à l'aquaculture.

## Plan général
Le code est composé d'une partie législative et d'une partie réglementaire. Chacune de ces parties comporte neuf livres divisés, en correspondance, en titres, chapitres, sections, sous-sections et articles.

### LivreIer- Aménagement et équipement de l'espace rural
- Titre Ier : Développement et aménagement de l'espace rural
- Titre II : Aménagement foncier rural
- Titre III : Les associations foncières
- Titre IV : Les Sociétés d'aménagement foncier et d'établissement rural
- Titre V  : Les équipements et les travaux de mise en valeur
- Titre VI : Les chemins ruraux et les chemins d'exploitation
- Titre VII : Les experts fonciers et agricoles et les experts forestiers
- Titre VIII : Dispositions relatives à l'outre-mer.

### Livre II  - Alimentation, santé publique vétérinaire et protection des végétaux
Le livre II s’intitulait à l'origine "Protection de la Nature". Il a été entièrement abrogé par l'Ordonnance n°2000-914 du 18 septembre 2000 - article 5.
Il a ensuite été réécrit avec le nouveau titre ci-dessus[réf. souhaitée]. L'article L230-1 définissant le Programme national pour l'alimentation a été abrogé par la loi n°2014-1170 du 13 octobre 2014 - article 39.
- Titre Préliminaire : Dispositions communes
- Titre Ier : La garde et la circulation des animaux et des produits animaux
- Titre II : Mesures de prévention, surveillance et lutte contre les dangers zoo-sanitaires
- Titre III : Qualité nutritionnelle et sécurité sanitaire des aliments

### Livre VI  - Production et marchés
dont la définition des interprofessions

### Livre VII - Dispositions sociales
- Titre III : Dispositions relatives à la protection sociale des personnes non salariées des professions agricoles

## Accès au texte
- Code rural et de la pêche maritime sur Légifrance.